# Sainte-Geneviève, Oise

Sainte-Geneviève este o comună în departamentul Oise, Franța. În 1 ianuarie 2022 avea o populație de 3.478 de locuitori.